# Dorpskerk (Werkendam)
De Dorpskerk is een hervormd kerkgebouw in de plaats Werkendam in de Nederlandse provincie Noord-Brabant. Het kerkgebouw staat aan de Kerkstraat 5. Ten zuiden van de kerk ligt het Kerkhof bij het Laantje en naar het oosten ligt het Kerkewiel.

## Geschiedenis
In de 15e eeuw werd er hier ter plaatse een kerk gebouwd.
In de nacht van 21 op 22 april 1945 werd het kerkgebouw opgeblazen.
In 1952 werd de nieuwe kerk in gebruik genomen.

## Opbouw
Het in traditionalistische stijl opgetrokken kerkgebouw heeft centraalbouw in kruisvorm als plattegrond. Het bestaat uit een forse toren die centraal in het gebouw staat met daaromheen de lagere gebouwdelen. De centrale toren heeft een vierkant grondplan en wordt gedekt door een achtzijdig tentdak. Om de centrale toren hebben de vier gebouwdelen lessenaarsdaken.